# Église Saint-Sébastien de Narbonne
L'église Saint-Sébastien est une église catholique située à Narbonne en France, dans le département de l'Aude. Elle dépend du diocèse de Carcassonne et Narbonne et est dédiée à saint Sébastien qui serait né non loin. Elle a été classée aux monuments historiques en 1913.

## Historique
Cette église de style gothique flamboyant a été construite de 1436 à 1456 comme chapelle, pour recevoir le chapitre de Saint-Étienne de l'église de la Major, sous l'épiscopat de Jean d'Harcourt, dont les armes ornent les clefs de voûte de la sacristie et de l'abside. La tradition narbonnaise veut que l'église ait été construite avec des pierres provenant du Capitole romain, en souvenir de saint Sébastien qui, originaire de Gaule narbonnaise, serait né à Narbonne.
L'église a servi de chapelle d'un couvent de carmélites à partir de 1620 jusqu'à leur dispersion par la Révolution française. Cet ancien couvent jouxtant l'église au nord (avec son cloître) sert aujourd'hui de logements sociaux pour personnes âgées.
L'église est remaniée au XVIIIe siècle et sa façade au XIXe siècle en style néo-gothique.
Fermée à la Révolution française, l'église rouvre au culte en 1801.
L'église est entièrement restaurée en 2003.

## Description
Le campanile se dressait autrefois sur la seconde travée ainsi que l'indique la lunette dans la voûte. Il a été remplacé par un clocher-arcade élevé sur la façade au XIXe siècle. La façade a également été retouchée au XIXe siècle dans le goût néo-gothique, avec  une rosace surmontée d'un petit clocher.
On remarque  dans le tympan du portail un relief de bois décrivant le martyre de saint Sébastien et à l'intérieur plusieurs tableaux de ce saint, cher aux Narbonnais, dont Saint Sébastien soigné par sainte Irène du XVIIe siècle dans l'esprit caravagesque. L'autel de marbre est surmonté d'un retable aux colonnes de marbre rose flanquant un tableau de la Crucifixion. Au-dessus se trouve un vitrail représentant le saint devant l'empereur romain et à droite la sagitation du saint. La nef unique est à deux travées surmontées d'ogives. L'abside polygonale est également voûté d'ogives. La chapelle Nord date de 1825.
Elle a été classée aux monuments historiques en 1913.

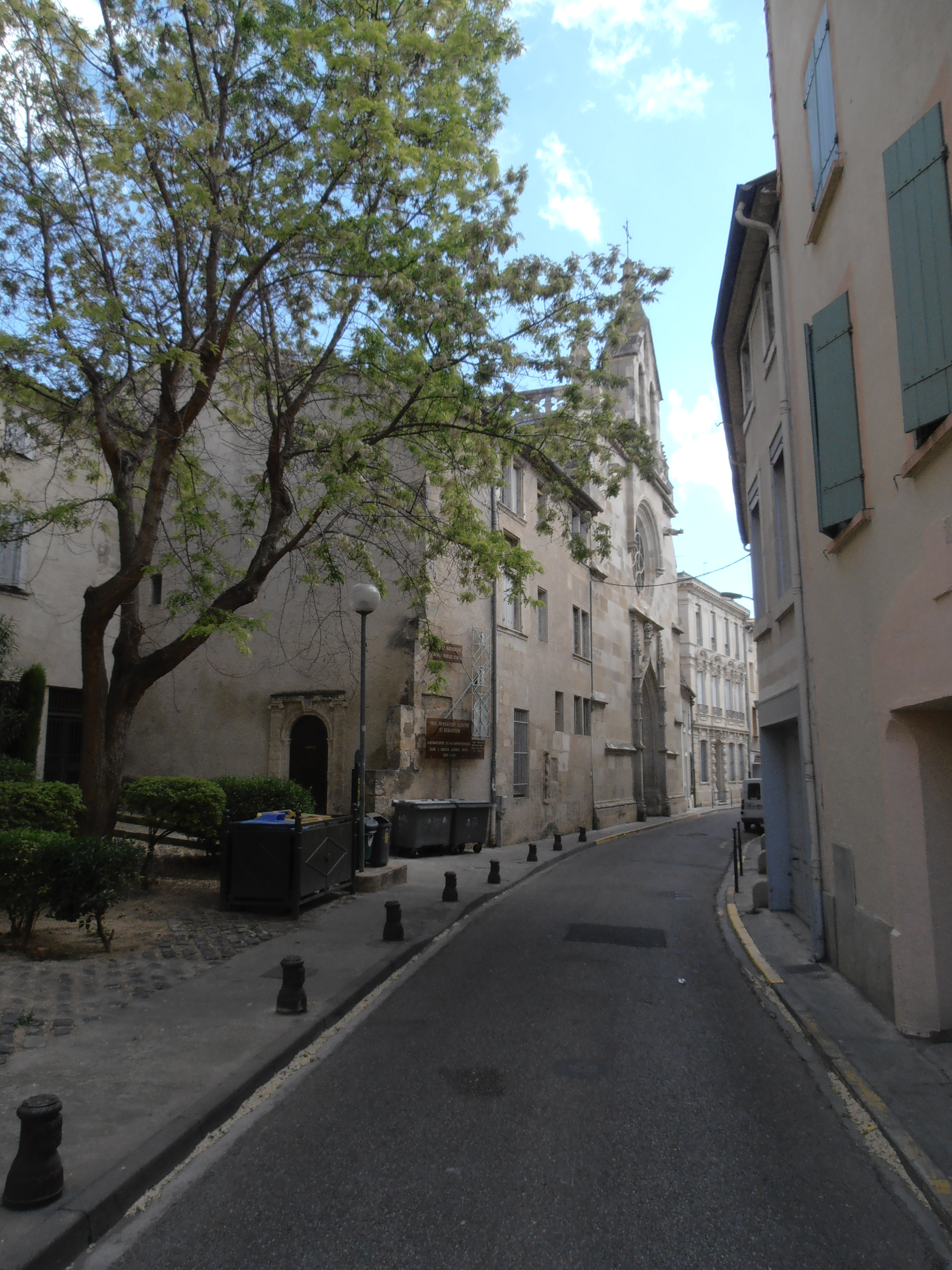
Façade avec l'ancien couvent à gauche.
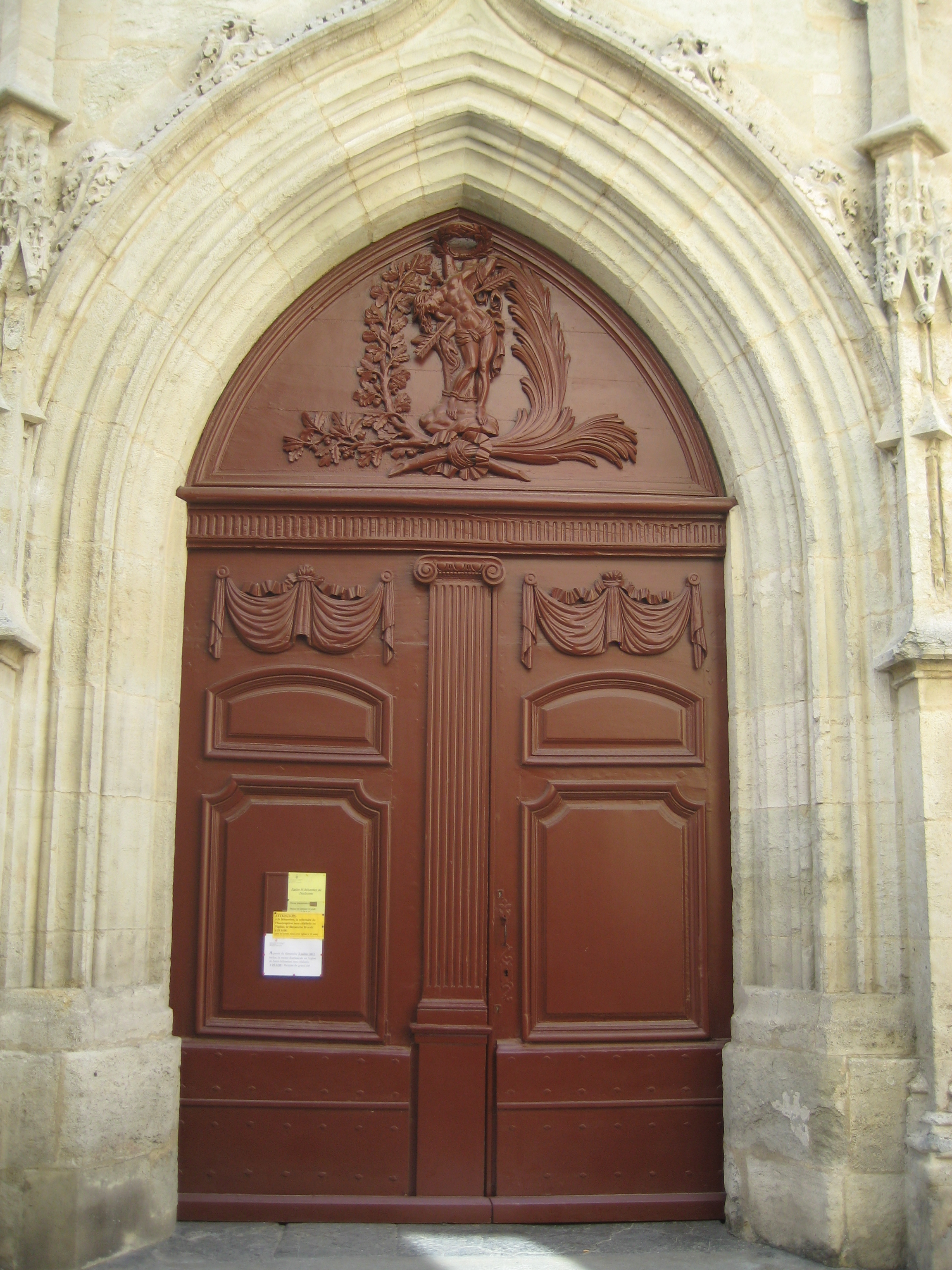
Portail.

## Aspects religieux
L'église dépend du diocèse de Carcassonne et Narbonne.
La messe dominicale y est célébrée en latin selon le rite d'avant 1965. En dehors de cela, elle est très rarement ouverte.